# Sidimundo

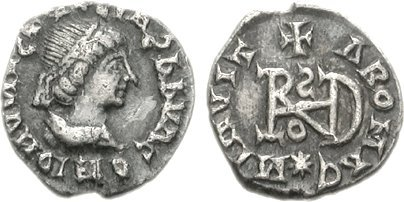
Síliqua de r.

Sidimundo (em latim: Sidimundus) foi um oficial federado bizantino de origem ostrogótica do século V, que esteve ativo durante o reinado do imperador Zenão (r. 474–475; 476–491). Exceto por seu tio chamado Edoingo, nada se sabe sobre seus parentes. Apesar disso, o historiador Malco relatou que ele pertencia ao mesmo clã de Teodorico, o Grande (r. 474–526) e que, portanto, era um ostrogodo e membro da dinastia dos Amalos.
Sidimundo é citado em 479, quando habitava em um território concedido a ele pelo governo imperial próximo a Dirráquio, no Epiro. Muito provavelmente os termos deste acordo envolveram o fornecimento pelo Estado de um subsídio, em troca de seu auxílio militar quando necessário, ou seja, é plausível supor que era um federado. Segundo Herwig Wolfram, Sidimundo deve ter se dirigido para o Epiro em 359, quando o rei Valamiro (r. 447–465) estava saqueando a região.
Neste ano de 479, Teodorico, o Grande enviou-lhe uma mensagem solicitando sua ajuda para abrigar seu povo no Epiro. Segundo Malco, Sidimundo ludibriou a população de Dirráquio e os soldados bizantinos ali estacionados, de modo a conseguir deixar a cidade desocupada para os ostrogodos a tomarem. Para isso, ele visitou os cidadãos individualmente, afirmando que deveriam partir com suas riquezas para as cidades vizinhas ou as ilhas costeiras, pois, sob consentimento de Zenão, os ostrogodos ocupariam a cidade. Após a conclusão do plano, Sidimundo envidou uma mensagem a Teodorico informando-lhe o ocorrido.